# Your Funeral... My Trial
Your Funeral… My Trial — четвертий студійний альбом гурту Nick Cave and the Bad Seeds, представлений 3 листопада 1986 року під лейблом Mute Records. Платівка стала першою роботою гурту, яка увійшла в австралійський чарт, де посіла 98 позицію, а також очолила UK Independent Singles and Albums Charts.

## Список пісень
Автор музики і слів Нік Кейв (якщо не зазначено інше). 
| #  | Назва                    | Автор                       | Тривалість |
| -- | ------------------------ | --------------------------- | ---------- |
| 1. | «Sad Waters»             |                             | 5:00       |
| 2. | «The Carny»              |                             | 8:01       |
| 3. | «Your Funeral My Trial»  |                             | 3:56       |
| 4. | «Stranger Than Kindness» | Аніта Лейн, Блікса Баргельд | 4:47       |
| 5. | «Jack's Shadow»          | Кейв, Мік Гарві             | 5:41       |
| 6. | «Hard On for Love»       |                             | 5:19       |
| 7. | «She Fell Away»          |                             | 4:30       |
| 8. | «Long Time Man»          | Тім Роуз                    | 5:35       |

| Раннє CD видання | Раннє CD видання         | Раннє CD видання            | Раннє CD видання |
| #                | Назва                    | Автор                       | Тривалість       |
| ---------------- | ------------------------ | --------------------------- | ---------------- |
| 1.               | «Your Funeral My Trial»  |                             | 3:57             |
| 2.               | «Stranger Than Kindness» | Аніта Лейн, Блікса Баргельд | 4:47             |
| 3.               | «Jack's Shadow»          | Cave, Mick Harvey           | 5:43             |
| 4.               | «The Carny»              |                             | 8:02             |
| 5.               | «She Fell Away»          |                             | 4:33             |
| 6.               | «Hard On for Love»       |                             | 5:21             |
| 7.               | «Sad Waters»             |                             | 5:02             |
| 8.               | «Long Time Man»          | Тім Роуз                    | 5:48             |
| 9.               | «Scum»                   | Кейв, Мік Гарві             | 2:53             |

## Учасники запису
Nick Cave and the Bad Seeds
- Нік Кейв — вокал (1–9), піаніно (5, 7, 8), орган Гаммонда (1, 3, 4, 6), гармоніка (1, 2)
- Мік Гарві — бас-гітара (1, 6–9), гітара (1, 3, 5–8), барабани (1, 3, 4, 8), малий барабан (7), піаніно (2, 3), орган (2), дзвіночки (2), ксилофон (2, 7), бек-вокал (6)
- Блікса Баргельд — гітара (1–9), вокал (2)
- Баррі Адамсон — бас-гітара (3, 5)
- Томас Відлер — барабани (2, 3, 5, 7, 9)

## Чарти
| Чарт (1986)                 | Найвища позиція |
| --------------------------- | --------------- |
| UK Independent Albums Chart | 1               |